# Aldrovandia rostrata
Espèce
Aldrovandia rostrata est une espèce de poisson appartenant à la famille des Halosauridae.